# WTA Nice Open 1988
Il WTA Nice Open 1988  è stato un torneo di tennis giocato sulla terra rossa. È stata la 1ª edizione del torneo, che fa parte della categoria Tier V nell'ambito del WTA Tour 1988. Si è giocato al Nice Lawn Tennis Club di Nizza in Francia, dall'11 al 17 luglio 1988.

## Campionesse

### Singolare
Sandra Cecchini ha battuto in finale  Nathalie Tauziat con il punteggio di 7–5, 6–4

### Doppio
Catherine Suire /  Catherine Tanvier hanno battuto in finale  Isabelle Demongeot /  Nathalie Tauziat con il punteggio di 6–4, 4–6, 6–2